# Bonne (commune)
Pour les articles homonymes, voir Bonne.
Pour l’article ayant un titre homophone, voir Bonn.
Bonne est une commune française située dans le département de la Haute-Savoie, en région Auvergne-Rhône-Alpes. Elle fait partie de l'agglomération du Grand Genève. Le 1er janvier 1973, le village de Loëx est rattaché à Bonne (fusion simple).

## Géographie

### Localisation
Bonne est située à 8 km au sud-est d'Annemasse. La commune de Bonne, traversée par la Menoge a été construite au confluent avec le Foron. Elle a été appelée Bonne-sur-Menoge pendant quelques décennies pour ne pas être confondue avec Bone située dans le département de l'Algérie. Elle s’étend sur 858 hectares, du plateau de Loëx jusqu’au sommet des Voirons. Son altitude maximum est de 1 303 m et son minimum de 496 m. Elle est limitrophe des communes de Cranves-Sales, Lucinges, Fillinges, Nangy et Arthaz.

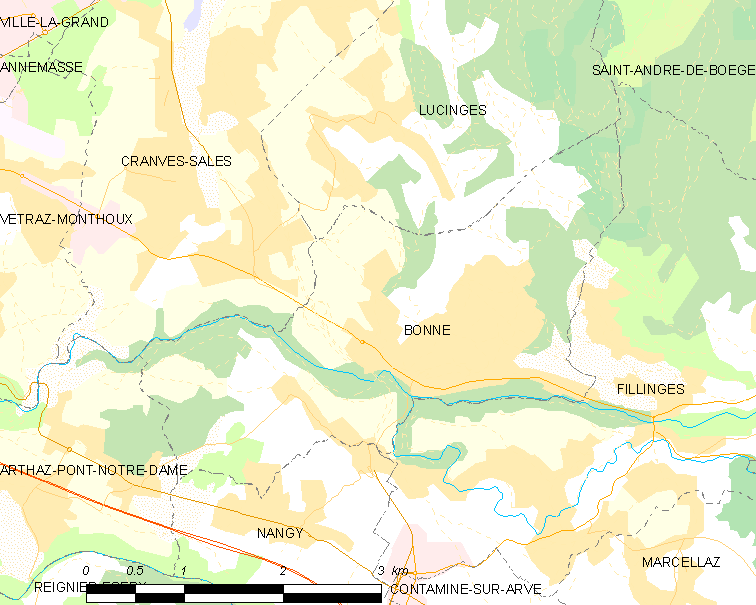
Bonne et les communes voisines.

Placée au cœur de la Haute-Savoie, Bonne a le privilège de bénéficier d'un riche patrimoine et d'un climat agréable et d'être à proximité de la montagne et des lacs.

### Transport
La ville de Bonne est desservie par le réseau de transport en commun de l'agglomération, le réseau des Transports annemassiens collectifs (TAC), dont les lignes 5 et 8 viennent jusqu'à Bonne (arrêts : PAE de la Menoge et Bonne Centre) en se prolongeant, pour la ligne 5 depuis le 20 février 2012, jusqu'au nouvel hôpital de Findrol, commune de Contamine-sur-Arve, via Fillinges (arrêt Pont de Fillinges P+R) depuis le 15 décembre 2019.

## Urbanisme

### Typologie
Au 1er janvier 2024, Bonne est catégorisée ceinture urbaine, selon la nouvelle grille communale de densité à sept niveaux définie par l'Insee en 2022.
Elle appartient à l'unité urbaine de Genève (SUI)-Annemasse (partie française), une agglomération internationale regroupant 34  communes, dont elle est une commune de la banlieue,,. Par ailleurs la commune fait partie de l'aire d'attraction de Genève - Annemasse (partie française), dont elle est une commune de la couronne,. Cette aire, qui regroupe 158 communes, est catégorisée dans les aires de 700 000 habitants ou plus (hors Paris),.

### Occupation des sols
L'occupation des sols de la commune, telle qu'elle ressort de la base de données européenne d’occupation biophysique des sols Corine Land Cover (CLC), est marquée par l'importance des territoires agricoles (42,1 % en 2018), en diminution par rapport à 1990 (52,9 %). La répartition détaillée en 2018 est la suivante : 
forêts (32 %), zones urbanisées (25,9 %), terres arables (17,8 %), zones agricoles hétérogènes (15,4 %), prairies (9 %).
L'IGN met par ailleurs à disposition un outil en ligne permettant de comparer l’évolution dans le temps de l’occupation des sols de la commune (ou de territoires à des échelles différentes). Plusieurs époques sont accessibles sous forme de cartes ou photos aériennes : la carte de Cassini (XVIIIe siècle), la carte d'état-major (1820-1866) et la période actuelle (1950 à aujourd'hui).

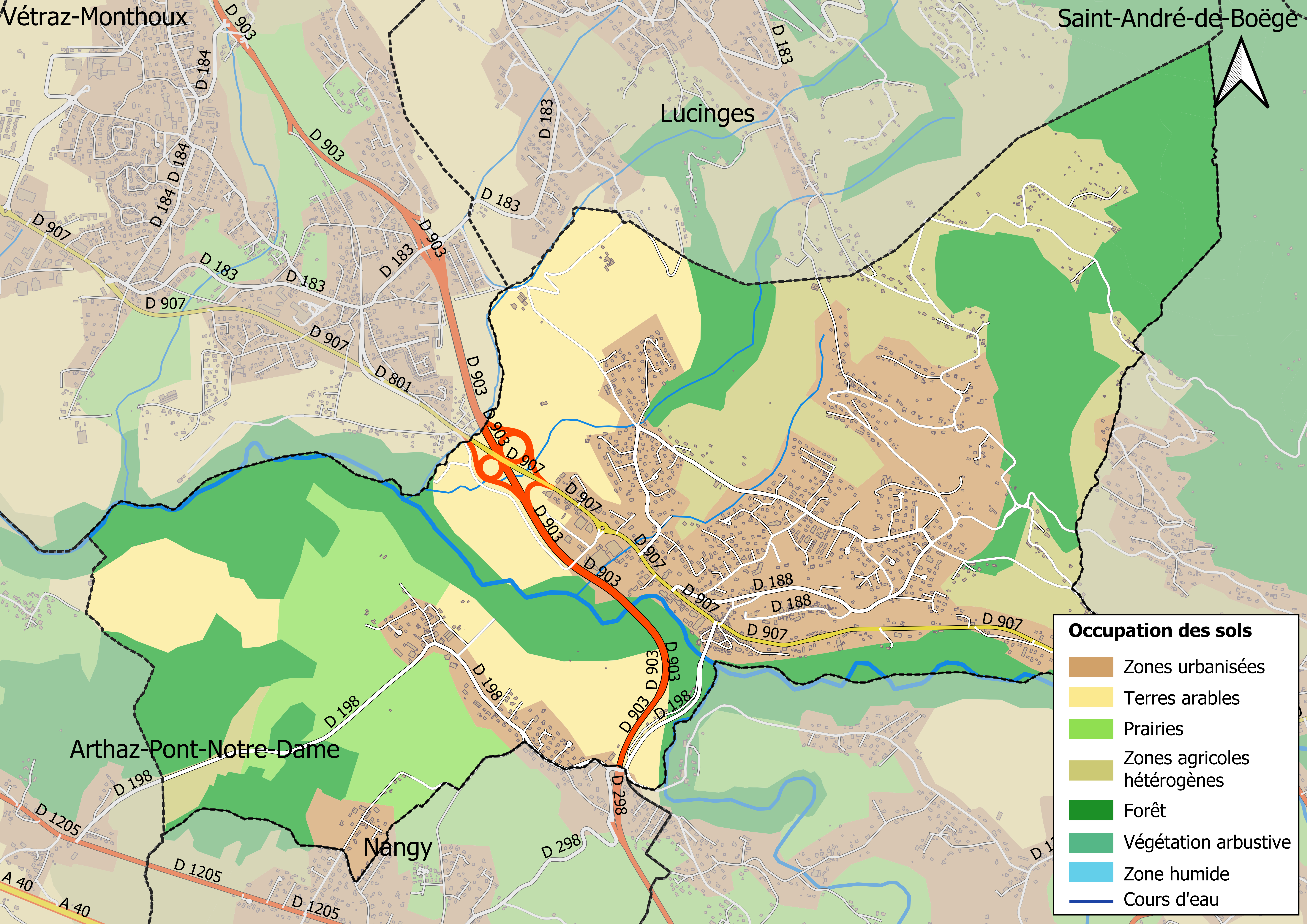
Carte des infrastructures et de l'occupation des sols en 2018 (CLC) de la commune.
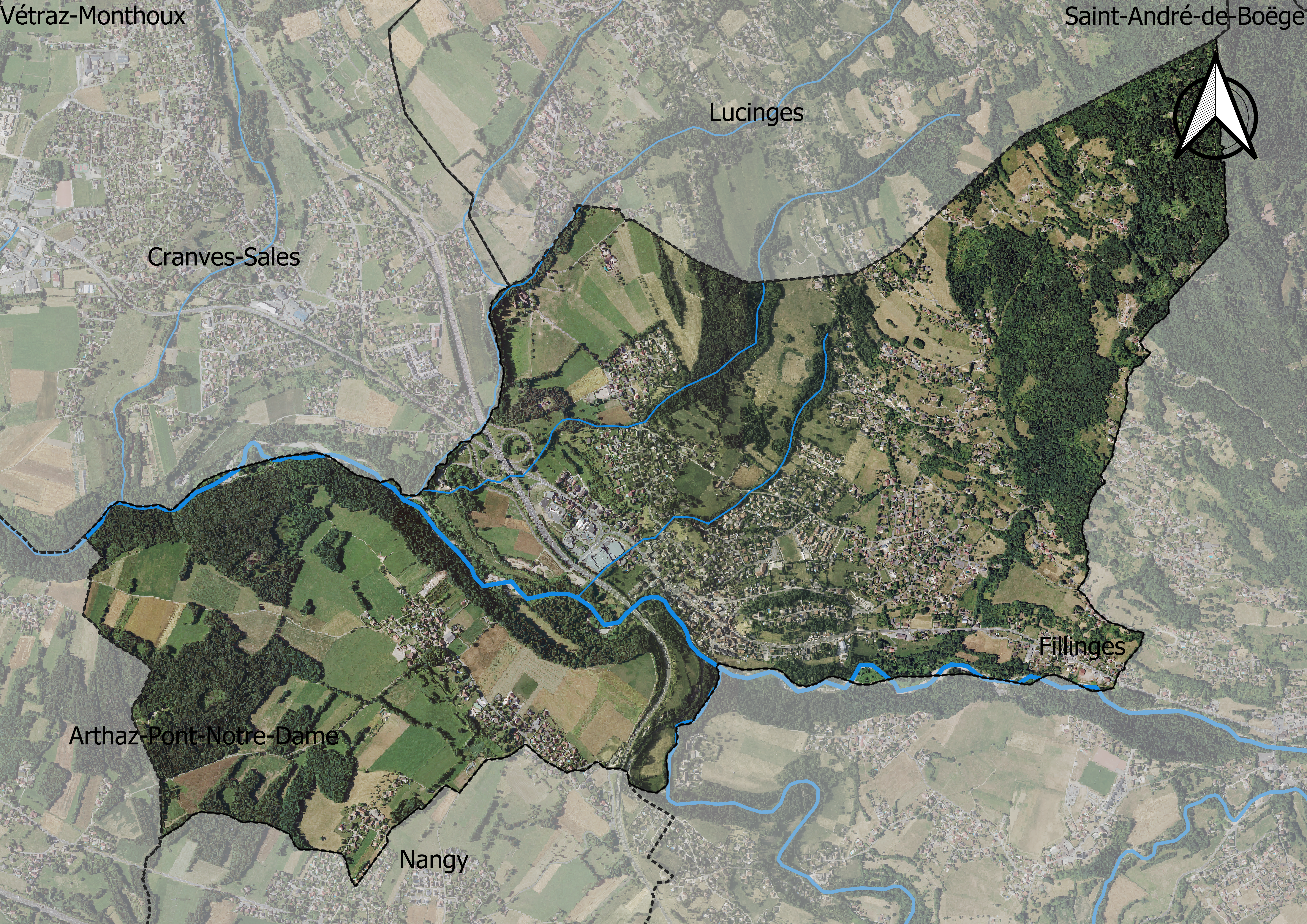
Carte orthophotogrammétrique de la commune.

## Toponymie
Bonne est mentionnée pour la première fois sous la forme Bona en 1225.
Bonne est un toponyme très fréquent. D'après le linguiste et lexicographe Xavier Delamarre, ce nom proviendrait du mot gaulois bona signifiant « village, fondation ». Le site henrysuter.ch indique que ce toponyme fait référence à un lieu, vicus fortifié, du gaulois bona. L'auteur mentionne également l'hypothèse de Ernest Nègre (1990) qui considère que ce nom vient du franco-provençal bena [ega], siginfiant « bonne [eau] », et qui semble d'abord avoir désigné la rivière de la Menoge.
En francoprovençal, le nom de la commune s'écrit Ban-na (graphie de Conflans) ou Bona/Bonna (ORB).

## Histoire
La présence locale de l'homme remontant à la Préhistoire[réf. nécessaire], il faut cependant attendre 1246 pour voir figurer le nom de la commune sur un acte notarial.
Au Moyen Âge, Bonne est une châtellenie ; le village se développe autour de deux pôles, l'un militaire, Haute-Bonne, place fortifiée avec l'église Saint-Nicolas, et l'autre commercial, Basse-Bonne, au pied des fortifications, carrefour entre Genève et Annecy. L'enquête de 1339, précise que la justice y est partagée entre le dauphin, l'évêque de Genève, l'abbaye d'Aulps et la maison de Lucinges qui y détiennent une importante maison forte (château de Lucinges).
Pendant tout le Moyen Âge et une grande partie de l'époque moderne, le village est au cœur des luttes entre troupes de Savoie, de Genève puis de Berne, ensuite entre Savoie et France.
Entre 1780 et 1837, Bonne fait partie de la province de Carouge, division administrative des États de Savoie.
En 1860, la Savoie devient française, et de fait, Bonne également.

## Politique et administration
Depuis 1989, cinq maires se sont succédé :
| Période                                  | Période                   | Identité                | Étiquette | Qualité                                                                              |
| ---------------------------------------- | ------------------------- | ----------------------- | --------- | ------------------------------------------------------------------------------------ |
| 1947                                     | 1977                      | Gérard Berthet          |           |                                                                                      |
| 1977                                     | mars 1989                 | Georges Corbex          |           |                                                                                      |
| mars 1989                                | 1993                      | René Ravetta            |           |                                                                                      |
| 1993                                     | juin 1995                 | François Roguet         |           | Chef d’entreprise                                                                    |
| juin 1995                                | mars 2001                 | Oscar Berthet           |           |                                                                                      |
| mars 2001                                | mars 2008                 | François-Xavier L'Honen | DVD       |                                                                                      |
| mars 2008                                | En cours (au 18 mai 2020) | Yves Cheminal           | DVD       | Chef d'entreprise 8e vice-président d'Annemasse Agglo Réélu pour le mandat 2020-2026 |
| Les données manquantes sont à compléter. |                           |                         |           |                                                                                      |

## Démographie
L'évolution du nombre d'habitants est connue à travers les recensements de la population effectués dans la commune depuis 1793. Pour les communes de moins de 10 000 habitants, une enquête de recensement portant sur toute la population est réalisée tous les cinq ans, les populations de référence des années intermédiaires étant quant à elles estimées par interpolation ou extrapolation. Pour la commune, le premier recensement exhaustif entrant dans le cadre du nouveau dispositif a été réalisé en 2007.

En 2022, la commune comptait 3 268 habitants, en évolution de +1,15 % par rapport à 2016 (Haute-Savoie : +6,01 %, France hors Mayotte : +2,11 %).
| 1793 | 1800 | 1806 | 1822 | 1838 | 1848 | 1858 | 1861 | 1866 |
| ---- | ---- | ---- | ---- | ---- | ---- | ---- | ---- | ---- |
| 460  | 532  | 546  | 650  | 738  | 758  | 702  | 703  | 794  |

| 1872 | 1876 | 1881 | 1886 | 1891 | 1896 | 1901 | 1906 | 1911 |
| ---- | ---- | ---- | ---- | ---- | ---- | ---- | ---- | ---- |
| 797  | 827  | 852  | 834  | 790  | 734  | 741  | 716  | 637  |

| 1921 | 1926 | 1931 | 1936 | 1946 | 1954 | 1962 | 1968 | 1975  |
| ---- | ---- | ---- | ---- | ---- | ---- | ---- | ---- | ----- |
| 582  | 570  | 641  | 640  | 583  | 703  | 740  | 907  | 1 314 |

| 1982  | 1990  | 1999  | 2006  | 2007  | 2012  | 2017  | 2022  | - |
| ----- | ----- | ----- | ----- | ----- | ----- | ----- | ----- | - |
| 1 598 | 1 815 | 2 098 | 2 538 | 2 599 | 3 038 | 3 218 | 3 268 | - |

## Économie
À l'origine agricole, l'économie de Bonne est désormais de plus en plus liée au secteur tertiaire français, mais aussi et surtout suisse.
En effet, Genève se situe à environ 15 km, et de nombreux Français traversent tous les jours la frontière pour y travailler.
Inversement, de nombreux Suisses traversent la frontière pour s'établir à Bonne, le coût de l'immobilier y étant beaucoup plus bas qu'en Suisse, ce qui a eu pour conséquence une flambée de l'immobilier dans tout le Genevois, avec une multiplication par deux ou trois des prix (loyers) en moins de dix ans[réf. nécessaire].
En 1990, une Maison familiale rurale est aménagée.

## Culture locale et patrimoine

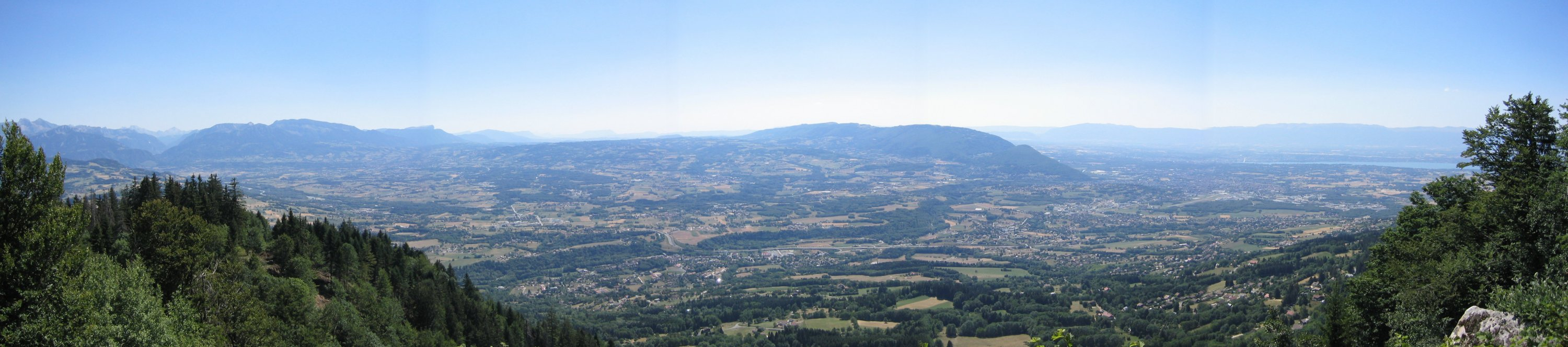
Panorama du Genevois.

### Lieux et monuments
- La Menoge, rivière à truites qui passe au bas de Bonne.
- Nombreux sentiers de randonnée au pied des Voirons.
- Centre équestre de La Charniaz.
- Église Saint-Nicolas de Bonne (Haute-Bonne), datant du XIIe siècle. Le clocher fut ajouté au XVIe siècle.
- Oratoire du Pralère (point culminant de la commune, à 1 303 m).
- Ruines du château de Bonne, situé sur Haute-Bonne, était le centre d'une châtellenie. Position occupé de nos jours par un pavillon.
- Château de Lucinges, des XVe et XVIe siècles.
- Maison forte de Loëx.
- Jardin de Loëx[17].
- Château de la Charniaz, maison forte entre Bonne et la Bergue.

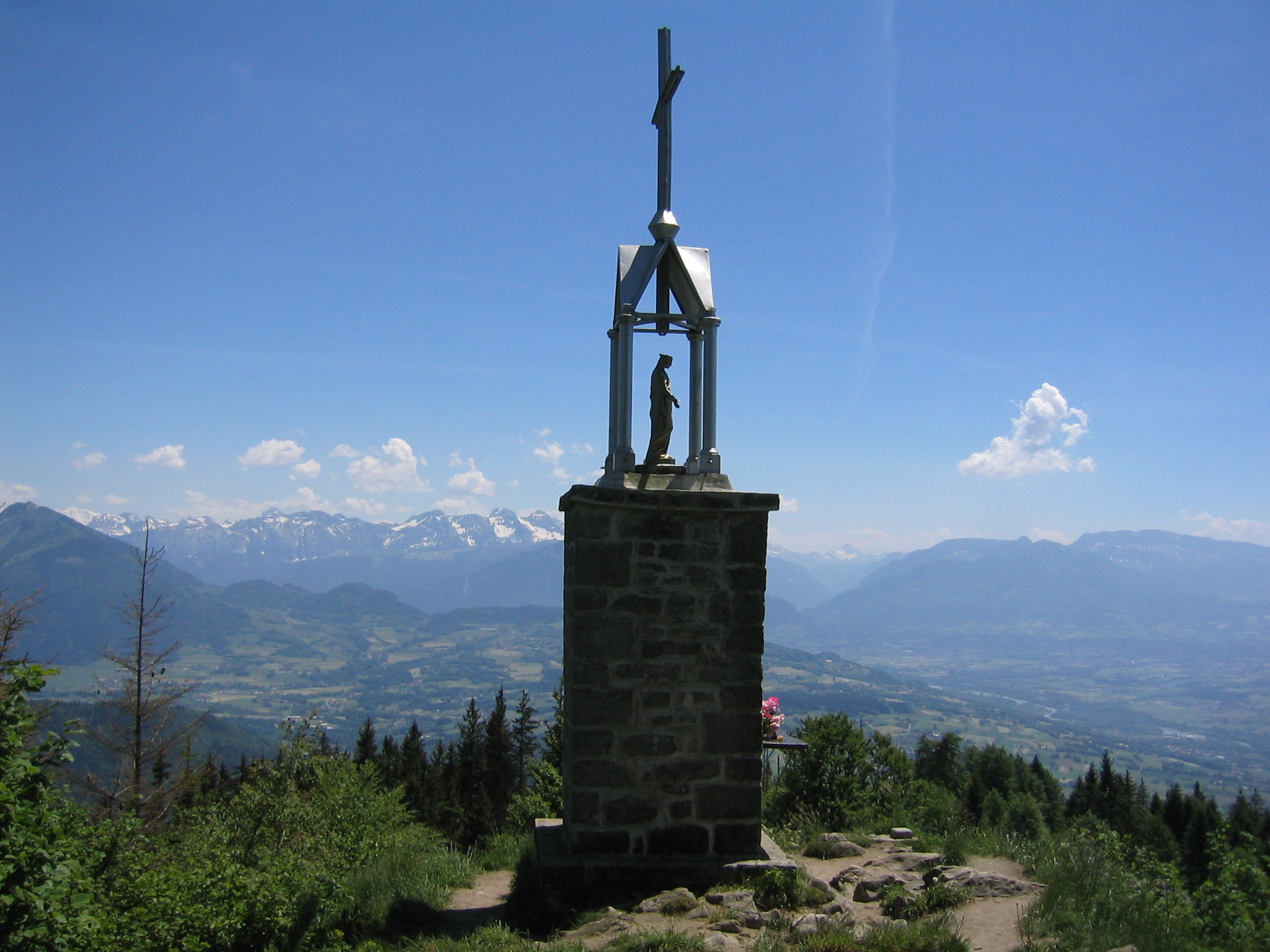
Notre-Dame du Pralère, à l'Oratoire.
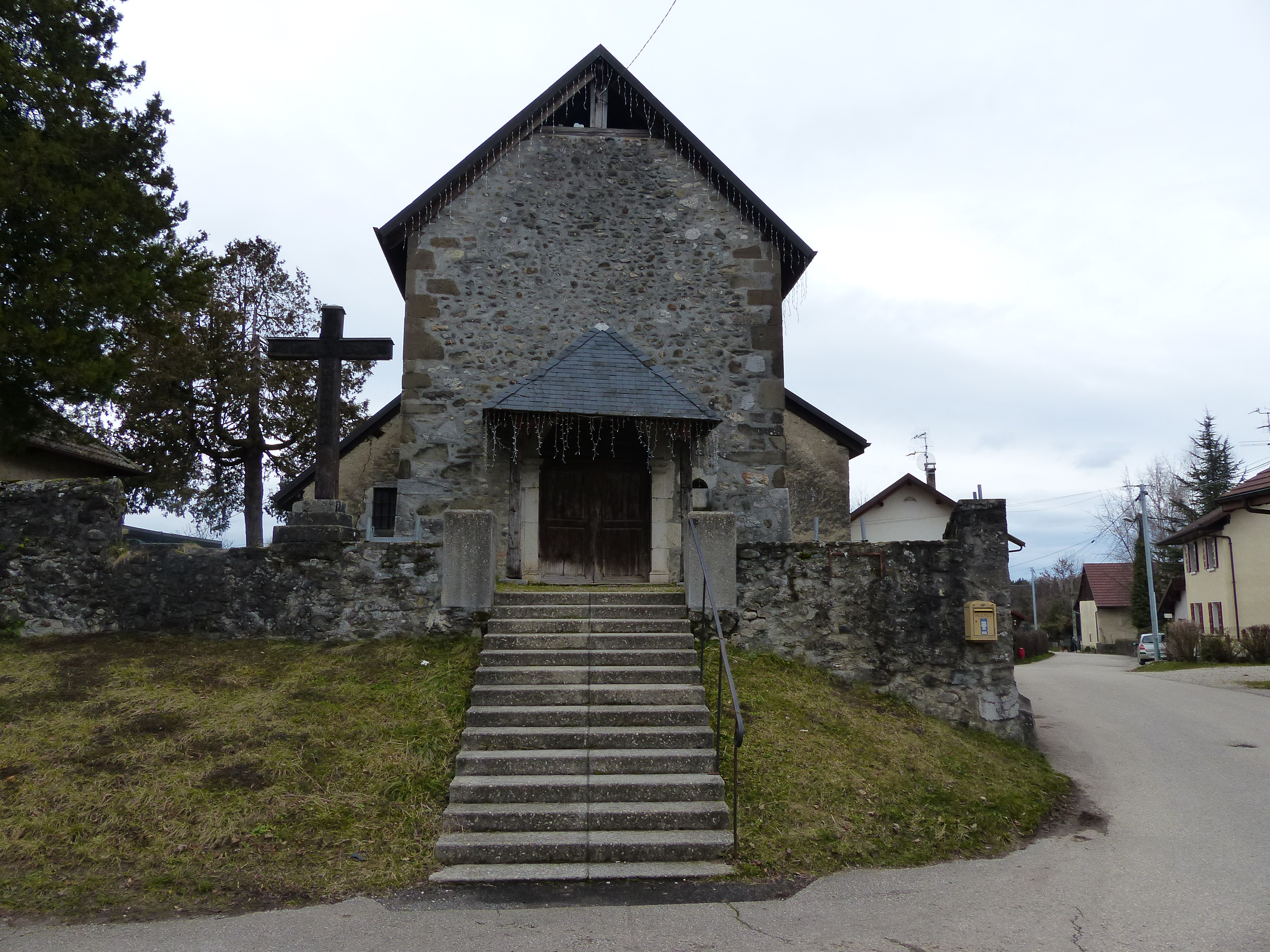
Chapelle Saint-Eusèbe à Loëx.
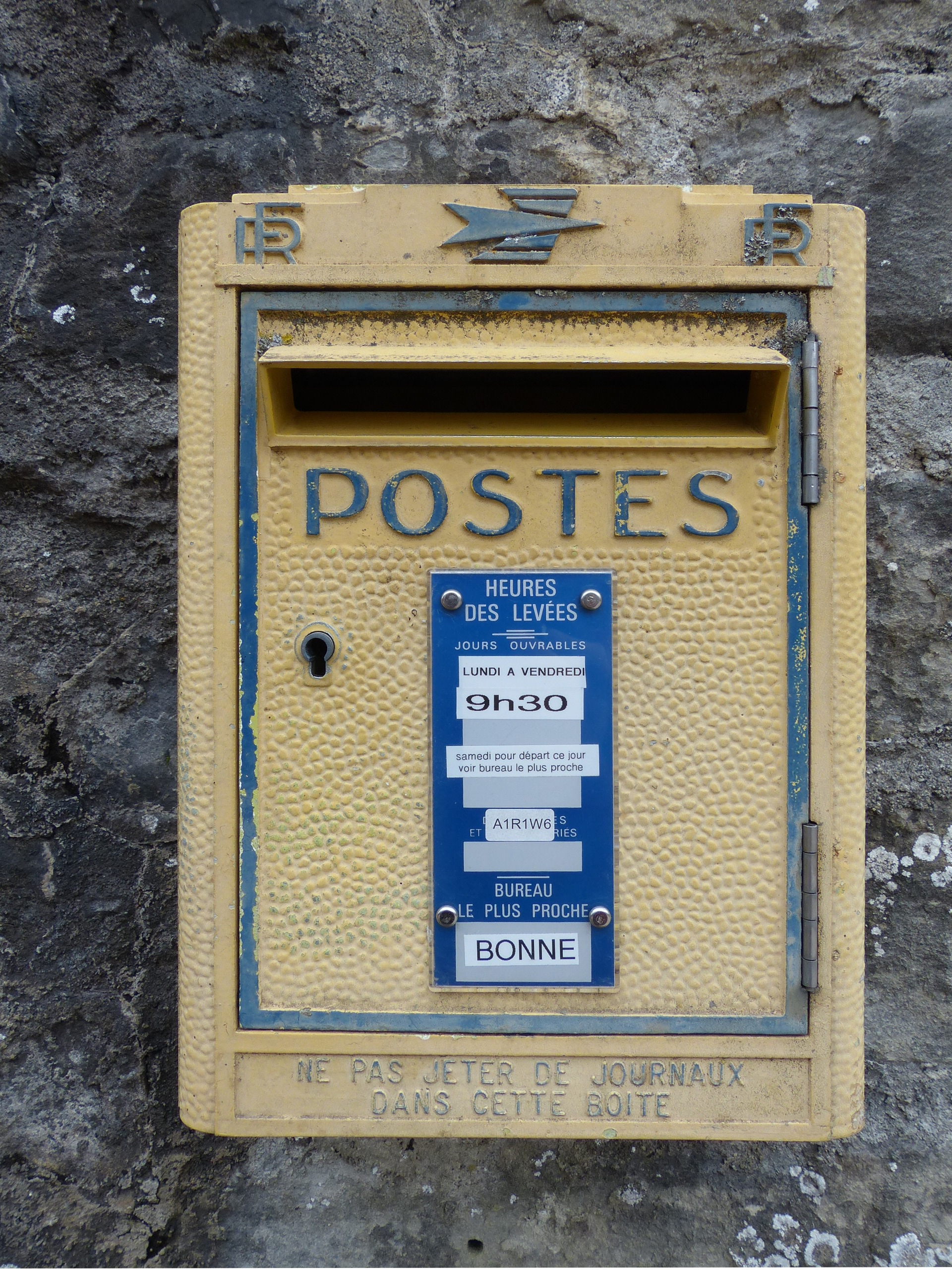
Boîte aux lettres à Loëx.

### Héraldique
| Armes de Bonne | Les armes de « Bonne » se blasonnent ainsi : Écartelé : au premier d'argent à la fasce de gueules, au chef émanché de sable, au deuxième d'or à la fleur de lys de sable, au troisième d'or au sautoir de sable, au quatrième de gueules à l'arbre d'or planté dans une caisse du même. Les armes de la commune reprennent celles des comtes de Bonne, originaires du lieu. |